# Den Kostelige Perle
Den Kostelige Perle er et helligt skrift, der bruges af flere trossamfund inden for Sidste Dages Hellige, mens andre af dem lægger lille eller ingen vægt på den. Jesu Kristi Kirke af Sidste Dages Hellige, som er det største af samfundene, opfatter Den Kostelige Perle som et standardværk. 
Bogen indeholder en del af det, der blev skrevet og offentliggjort af Joseph Smith. Den indeholder uddrag fra 1. Mosebog og Matthæusevangeliet samt Abrahams Bog, Joseph Smiths historie og Trosartiklerne. Abrahams Bog indeholder tekster, Smith skal have oversat fra egyptiske papyrusruller, der stammer fra Abraham. Flere af kirkerne regner ikke Abrahams Bog for guddommelig, fordi papyrusrullerne da de blev genoversat af ægyptologer, viste sig ikke at indeholde andet end en begravelsestekst. Joseph Smiths historie er en beretning om hans liv, frem til Mormons Bog angiveligt blev oversat i 1829, Joseph Smith nåede aldrig selv at færdiggøre beretningen, som først blev skrevet færdig i 1856 under George A. Smiths vejledning. Trosartiklerne er skrevet af Joseph Smith baseret på Orson Pratts pamflet, An Interesting Account of Several Remarkable Visions, fra 1841 og på en trosbekendelse skrevet af Oliver Cowdery i (Messenger and Advocate 1(1), oktober 1834, s. 2).